# 天体の出没
天体の出没（てんたいのしゅつぼつ）とは、天体が地平線（または水平線）の上に現れること、および、下に隠れることである。
一般に、天体の出没の時刻は、太陽を除き、その天体の中心が地平線と重なった瞬間とする。

## 日の出・日の入り

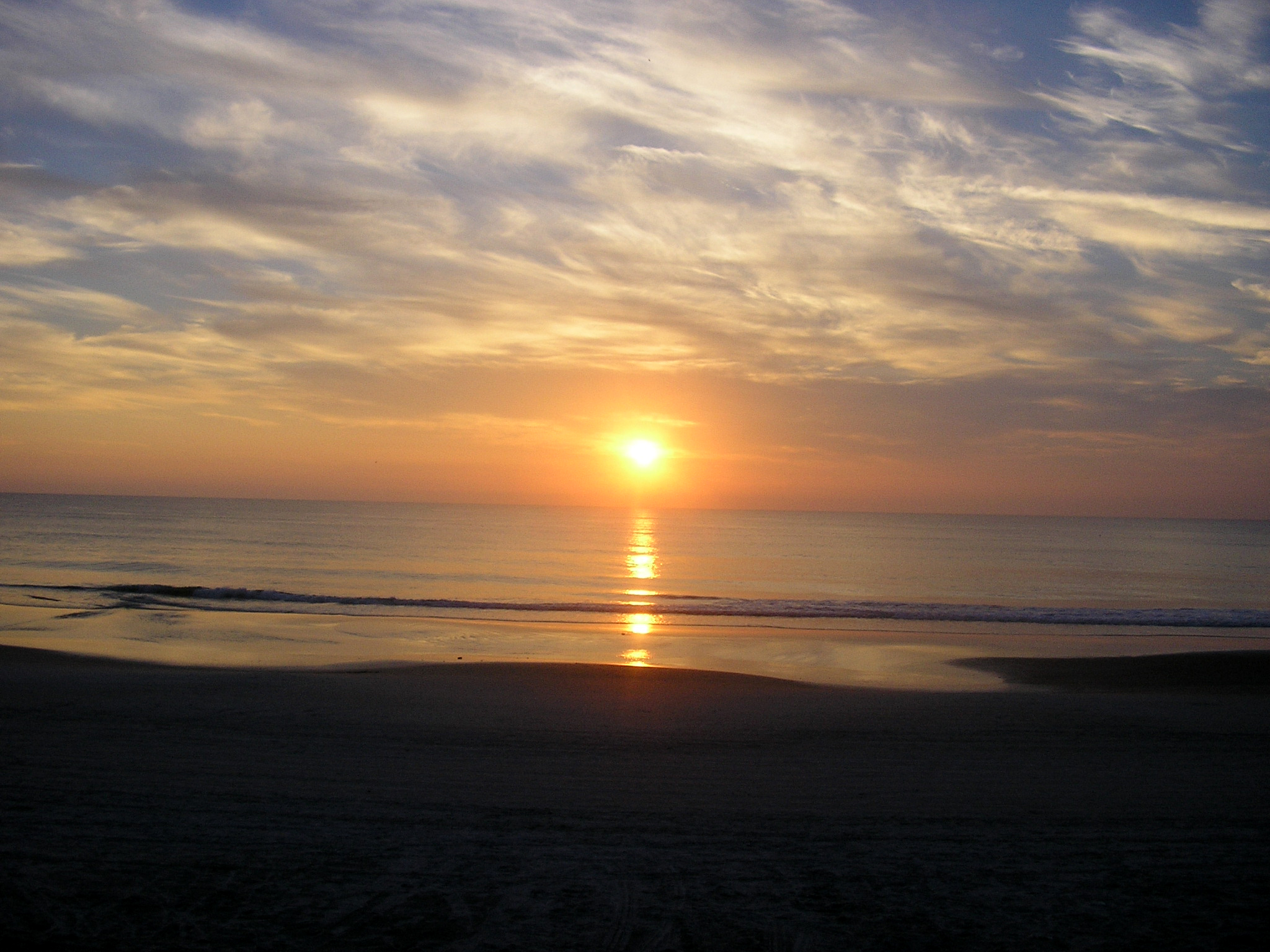
フロリダデイトナビーチの日の出

太陽の出没は、現れる方を日の出（ひので）・日出（にちしゅつ）、隠れる方を日の入り（ひのいり）・日没（にちぼつ）という。
日の出・日の入りの時刻は、太陽の上端が地平線と重なった瞬間とする。すなわち、日の出は太陽が少しでも姿を現した時であり、日の入りは太陽が完全に隠れた時となる。日本においては、1902年まで、当時暦の編纂していた東京帝国大学（後の国立天文台）は、太陽の中心が地平線に重なった瞬間を日の出・日の入りの時刻として観測していたが、文部省の告示（暦面記載ノ日出入時刻定メ方）により、1903年以降は、太陽の上端へと変更することとなった。
日の出・日の入りの時刻は季節や場所によって変動する。日本では、日の出は夏至の1週間前頃が最も早く、冬至の半月後の年明けが最も遅い。日の入りは夏至の1週間後頃が最も遅く、冬至の半月前頃が最も早い。
大気などの影響により、日の出直前及び日の入り直後の数十分間は空が明るい。これを薄明（はくめい）という。
なお、日の出や日の入りに宗教的な意味合いを持たせる例もある。日本では1月1日の日の出を初日の出と称して特別視する。これは太陽神信仰によるもので、世界中でも日の出／東を「生」「復活」、日没／西を「死」の象徴とする文化は多い。→死と再生の神
刑事訴訟法では、令状の執行が制限される「夜間」の定義について、「日出前、日没後」との文言を用いている（法116条、130条、222条4項5項等）。その他の法令にも、「日出前及び日没後」「日没から日出までの間」などの表現により、夜間が定義される例は多い（不動産登記法137条4項、国税徴収法1432条、土地収用法12条4項、関税法124条等）。なお、風俗営業等の規制及び業務の適正化等に関する法律（風営法）33条6項は深夜営業規制の適用外の定義について「日出時から午後十時までの時間」との文言を使用していたが、2015年（平成27年）の法改正により、「午前六時から午後十時までの時間」と書き換えられた。

## 月の出・月の入り
月の出没は、現れる方を月の出（つきので）・月出（げっしゅつ）、隠れる方を月の入り（つきのいり）・月没（げつぼつ）という。
月の出・月の入りの時刻は、月齢（正確には月相）により変動する。朔の時の月の出は日の出とほぼ同じ時刻であり、満月の時は日の入りとほぼ同じ時刻となる。満月を過ぎ、月の出が段々夜遅くなり、立待ち月（旧暦17日）、居待ち月（18日）、寝待ち月（19日）と呼ばれる。